# Степенны

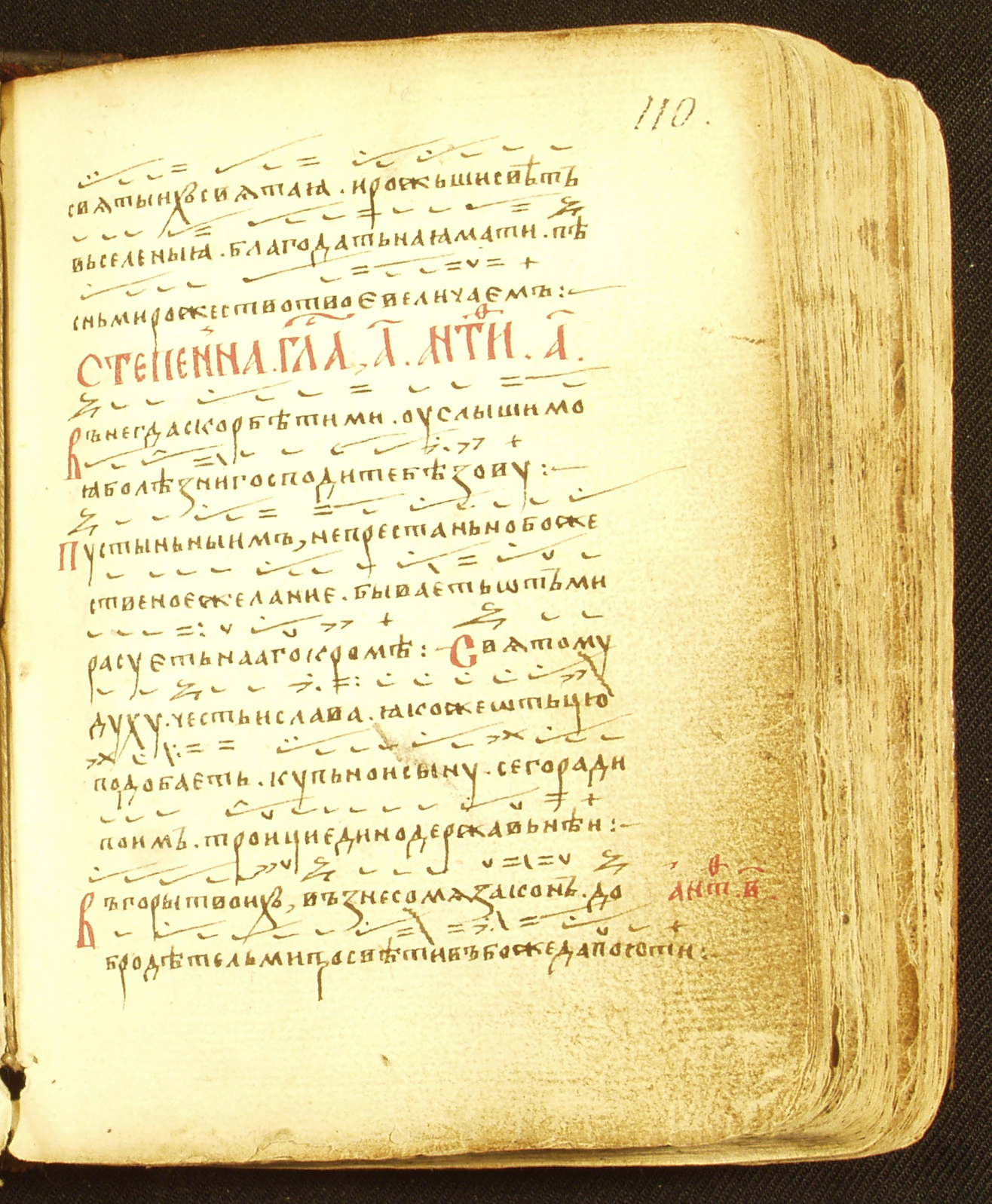
Степенны 1-го гласа. Стихирарь крюковый с прибавлениями, полуустав написан в 1437 году

Степе́нны, степе́нные антифо́ны (от церк.-слав. сте́пень, перевод греч. βαθμός ступень; степень), в православном богослужении — песнопения, которые поются антифонно на воскресной утрени во время полиелея перед чтением Евангелия. 

## Краткая характеристика
Автором гимнографических (небиблейских) стихов степенных антифонов по традиции считается Иоанн Дамаскин. Они подражают пятнадцати степенным псалмам (119—133), которые пелись ветхозаветными священниками на пятнадцати ступенях Иерусалимского храма. В православном богослужении степенные псалмы составляют 18-ю кафизму, которая по церковному Уставу часто должна исполняться (петься или читаться) в начале вечерни, в том числе и на Литургии Преждеосвященных Даров в дни Великого поста. Кроме того, стихи Псалма 129: «Из глубины воззвах к Тебе, Господи…» используются на каждой вечерне при пении стихир «На Господи воззвах…»
Каждый из степенных антифонов состоит из трёх стихов: в первых двух изображается борьба духа человеческого с окружающими его искушениями и молитва к Богу о помощи; в последнем стихе воспевается Святой Дух как источник света и жизни. 
Каждый из восьми гласов Октоиха имеет свои степенные антифоны, которые обычно поются стихирными напевами. Первые семь гласов имеют три антифона, а восьмой глас — четыре (антифоны последних четырёх гласов сходны по содержанию с соответствующими антифонами первых четырёх гласов). Чаще других поётся первый антифон четвёртого гласа: «От юности моея». 

### Степенные антифоны (список)
Примечание. ЦС-инципиты даны в гражданской транскрипции.
Глас 1
- Ант. 1. Внегда скорбети ми, услыши моя болезни
- Ант. 2. На горы Твоих вознесл еси мя законов
- Ант. 3. О рекших мне, внидем во дворы Господни,

Глас 2
- Ант. 1. На небо очи пущаю моего сердца
- Ант. 2. Аще не Господь бы был в нас, кто доволен цел
- Ант. 3. Надеющиися на Господа, уподобишася горе святей

Глас 3
- Ант. 1. Плен Сионь Ты изъял еси от Вавилона
- Ант. 2. Аще не Господь созиждет дом добродетелей
- Ант. 3. Боящиися Господа блажени

Глас 4
- Ант. 1. От юности моея мнози борют мя страсти
- Ант. 2. Воззвах Тебе, Господи, тепле, из глубины души моея
- Ант. 3. Сердце мое к Тебе, Слове, да возвысится

Глас 5
- Ант. 1. Внегда скорбети мне, давидски пою Тебе
- Ант. 2. На горы, душе, воздвигнемся
- Ант. 3. О рекших мне: во дворы внидем Господня

Глас 6
- Ант. 1. На небо очи мои возложу к Тебе, Слове
- Ант. 2. Зубы их да не ята будет душа моя яко птенец
- Ант. 3. Надеющиися на Господа врагом страшни

Глас 7
- Ант. 1. Плен Сионь от лести обратив, и мене, Спасе, оживи
- Ант. 2. Аще не Господь созиждет дом душевный, всуе труждаемся
- Ант. 3. Боящиися Господа, пути живота обретше

Глас 8
- Ант. 1. От юности моея враг мя искушает
- Ант. 2. Сердце мое страхом Твоим да покрыется
- Ант. 3. Воззвах Тебе, Господи, вонми, приклони ми ухо Твое вопиющу
- Ант. 4. Се ныне что добро, или что красно